# گلیز ۱۸۵
گلیز ۱۸۵ یک ستاره است که در صورت فلکی خرگوش قرار دارد.